# 아이씨사이다
아이씨사이다는 대한민국의 5인조 락 밴드이다.

## 방송
- 2011년 KBS2 TOP밴드 (시즌 1) - Top8 (6위)